# C++11
C++11 és una versió de l'estàndard ISO / IEC 14882 per al llenguatge de programació C++. C++11 va substituir la versió anterior de l'estàndard C++, anomenada C++03, i més tard va ser substituïda per C++14. El nom segueix la tradició de nomenar les versions d'idiomes per l'any de publicació de l'especificació, tot i que abans es deia C++0x perquè s'esperava que es publiqués abans del 2010.
Encara que un dels objectius del disseny era preferir els canvis a les biblioteques als canvis al llenguatge bàsic, C++11 fa diverses addicions al llenguatge principal. Les àrees del llenguatge bàsic que s'han millorat significativament inclouen suport multiprocés, suport de programació genèrica, inicialització uniforme i rendiment. També es van fer canvis significatius a la biblioteca estàndard de C++, incorporant la majoria de les biblioteques de C++ Technical Report 1 (TR1), excepte la biblioteca de funcions especials matemàtiques.
C++11 es va publicar com a ISO/IEC 14882:2011 el setembre de 2011 i està disponible per una tarifa. L'esborrany de treball més semblant a l'estàndard C++11 publicat és N3337, del 16 de gener de 2012; només té correccions editorials de l'estàndard C++11.
C++11 és totalment compatible amb Clang 3.3 i posteriors. C++11 és totalment compatible amb GCC 4.8.1 i posteriors.

## Objectius de disseny
El comitè de disseny va intentar complir una sèrie d'objectius en el disseny de C++11:
- Mantenir l'estabilitat i la compatibilitat amb C++98 i possiblement amb C
- Preferiu introduir noves funcions a través de la biblioteca estàndard, en lloc d'ampliar el llenguatge bàsic
- Prefereix els canvis que poden evolucionar la tècnica de programació
- Milloreu C++ per facilitar el disseny de sistemes i biblioteques, en lloc d'introduir noves funcions útils només per a aplicacions específiques
- Augmentar la seguretat del tipus proporcionant alternatives més segures a les tècniques insegures anteriors
- Augmenta el rendiment i la capacitat de treballar directament amb el maquinari
- Proporcionar solucions adequades als problemes del món real
- Implementar el principi de sobrecàrrega zero (només s'ha d'utilitzar el suport addicional que necessiten algunes utilitats si s'utilitza la utilitat)
- Feu que el C++ sigui fàcil d'ensenyar i d'aprendre sense eliminar cap utilitat que necessiten els programadors experts

Es considera important l'atenció als principiants, perquè la majoria de programadors informàtics sempre ho seran, i perquè molts principiants no amplien mai els seus coneixements, limitant-se a treballar en aspectes de la llengua en què s'especialitzen.

## Extensions al llenguatge bàsic C++
Una de les funcions del comitè C++ és el desenvolupament del nucli del llenguatge. Les àrees del llenguatge bàsic que s'han millorat significativament inclouen suport multiprocés, suport de programació genèrica, inicialització uniforme i rendiment.